# Júlia Marinho
Julia Maria Godinho da Cruz Marinho (Itapirapuã, 11 de abril de 1960) é uma professora, administradora e política brasileira filiada ao Podemos (PODE). Foi deputada federal pelo Pará.

## Dados biográficos
Julia é formada em Pedagogia na Universidade do Estado do Pará em 1998 com Especialização em Gerência Escolar e pós-graduação Lato Sensu em Gestão Escolar pela referida instituição entre 2001 e 2002. É membro da Igreja Evangélica Assembleia de Deus.
Presidente do PSC Mulher em Belém, é esposa de Zequinha Marinho, eleito vice-governador do Pará na chapa de Simão Jatene em 2014, mesmo ano que Júlia Marinho foi eleita deputada federal.
Com 75.334 votos, não se reelegeu nas eleições em 2018.

## Votações
Em 17 de abril de 2016, votou pela abertura do impeachment da presidente Dilma Rousseff na Câmara dos Deputados. Em abril de 2017 foi contrária à Reforma Trabalhista. 
Em agosto de 2017 votou contra o processo em que se pedia abertura de investigação do então presidente Michel Temer, ajudando a arquivar a denúncia do Ministério Público Federal.

Na sessão do dia 25 de outubro de 2017, a deputada, mais uma vez, votou contra o prosseguimento da investigação do então presidente Michel Temer, acusado pelos crimes de obstrução de Justiça e organização criminosa. O resultado da votação livrou Michel Temer de uma investigação por parte do Supremo Tribunal Federal (STF). 